# 둔산동 (대전)
둔산동(屯山洞)은 대전광역시 서구의 행정동 및 법정동이다. 행정동 둔산1동·둔산2동·둔산3동이  나누어 관할한다. 정부대전청사, 특허법원 등 국가 중앙행정기관과 대전광역시청, 서구청이 위치하고, 대전고등법원, 대전지방법원, 대전고등검찰청, 대전지방검찰청, 대전광역시경찰청, 충청지방통계청, 충청지방우정청, 대전광역시교육청 등 사법·행정기관, 기업, 금융기관, 백화점, 병원, 대형마트 등 업무지구가 형성되어 있는 대전광역시의 도심이다.

## 역사
- 1914년: 충청남도 대전군 유천면에 편입
- 1936년: 대덕군 유천면에 편입
- 1963년: 대전시에 편입
- 1973년: 대전시 서부출장소에 편입
- 1976년: 대전시가 구제를 실시하면서 대전시 중구에 편입
- 1988년: 대전시 중구 서부 일대가 서구로 편입되면서  서구에 편입
- 1989년: 대전직할시 서구 둔산동으로 변경
- 1993년: 둔산동사무소 신설
- 1995년: 대전광역시 서구 둔산동으로 변경
- 1996년: 둔산1, 2동으로 분리, 둔산2동사무소 개소
- 2009년: 삼천동을 둔산3동으로 변경

## 둔산1동
둔산1동은 대전시내 최대 번화가이다. 대전광역시청이 있고 그 외 충청지방우정청, 대전고등법원, 대전지방법원, 대전고등검찰청, 대전지방검찰청, 특허법원, 대전지방경찰청, 한국토지주택공사 등이 밀집되어 있고 여러 금융 기관이 있어 유동인구가 많다. ● 대전 도시철도 1호선 시청역이 있어 교통이 편리하다. 그러나 하지만 둔산2, 3동에 비해 인구와 주택이 적고 동의 면적 대부분이 상업,행정용지이다. 대형마트 1개와 초등학교 1개, 중학교 1개, 고등학교 1개가 있다.

## 둔산2동
서구청과 정부대전청사가 있고 대전광역시교육청, 한국은행 충청본부, KT 충청본부가 위치해 있다. 그 외 갤러리아백화점 타임월드, 이마트 대전둔산점, 대전을지대학교병원이 있다. 북쪽에는 대단위 아파트 단지가 조성되어 있으며 인구가 많다. 그리고 둔산선사유적지가 있다. ● 대전 도시철도 1호선 정부청사역이 위치해 있다. 초등학교 3개, 중학교 1개가 있다.

## 둔산3동
2009년 5월 1일에 대전광역시 서구 삼천동이 둔산3동으로 명칭이 변경되었다. 명칭 변경에 따라 삼천동 지번은 둔산동 1805~2288번지로 변경되었다. 삼천동 주민들은 지난 10여년 동안 삼천동을 둔산동 또는 둔산3동으로 변경해줄 것을 요구해왔다. 같은 둔산지구 내에 있으면서도 동 이름의 인지도가 낮고 가까운 둔산동 아파트와 집값이 크게 차이가 나기 때문이다. 동 명칭 변경은 2008년 11월 주민설명회를 시작으로 주민의견조사를 통해 주민 7307가구의 97.7%인 7139가구가 찬성, 행정안전부 관련부서에 당위성 설명 등 다각적인 노력을 펼친 끝에 이뤄졌다.
주로 아파트 단지 및 주택 단지와 같은 거주 용지로 이루어져 있으며 초등학교 2개가 있다.

## 교육

### 초등학교
- 대전문정초등학교
- 대전삼천초등학교
- 한밭초등학교
- 대전샘머리초등학교
- 대전둔산초등학교
- 대전서원초등학교

### 중학교
- 대전문정중학교
- 대전탄방중학교
- 대전삼천중학교

### 고등학교
- 충남고등학교

## 교통
- ● 대전 도시철도 1호선
  - 정부청사역, 시청역
- 대전청사고속버스정류장
- 대전청사시외버스정류장

## 아파트
- 가람아파트
- 국화아파트
  - 국화동성아파트 (1단지)
  - 국화라이프아파트 (2단지)
  - 국화신동아아파트 (3단지)
  - 국화우성아파트 (5단지)
  - 국화한신아파트 (6단지)
- 수정타운아파트
- 청솔아파트
- 보라아파트
- 햇님아파트
- 한마루아파트
- 크로바아파트
- 목련아파트
- 은초롱아파트

| 단지명       | 건설사                              | 시행사                              | 주소             | 입주        | 비고 |
| ------------ | ----------------------------------- | ----------------------------------- | ---------------- | ----------- | ---- |
| 샘머리 1단지 | 계룡건설산업                        | 공무원연금공단                      | 서구 문예로 174  | 1998년 8월  | -    |
| 샘머리 2단지 | 국제종합토건㈜                      | 공무원연금공단                      | 서구 청사로 281  | 1998년 9월  | -    |
| 둥지         | 한신공영                            | 군인공제회                          |                  | 1994년 6월  | -    |
| 꿈나무       | 대우㈜ 건설부문                     | 군인공제회                          | 서구 청사로 253  | 1994년 6월  | -    |
| 녹원         | 롯데건설 선경건설㈜ 대우㈜ 건설부문 | 롯데건설 선경건설㈜ 대우㈜ 건설부문 | 서구 둔산남로 30 | 1994년 11월 | -    |
| 향촌현대     | 현대건설 현대산업개발               | 현대건설 현대산업개발               | 서구 둔산로 15   | 1995년 3월  | -    |
| 은하수       | 경남기업 ㈜동국산업 ㈜삼호 ㈜신성   | 경남기업 ㈜동국산업 ㈜삼호 ㈜신성   | 서구 둔산남로 15 | 1994년 12월 | -    |
| 파랑새       | ㈜공영토건                          | ㈜공영토건                          | 서구 둔지로 75   | 1995년 6월  | -    |

## 경제
둔산동에는 많은 쇼핑·유통시설과 편의시설이 밀집되어 있다.

### 백화점
- 갤러리아타임월드

### 대형마트
- 이마트 둔산점
- 세이브존 대전점

### 의료기관
- 대전을지대학교병원
- 원광대학교 대전치과병원
- 대전대학교 대전한방병원

## 같이 보기
- 둔산신도시
- 삼천동